# Arrancy
|  | Per a altres significats, vegeu «Arrancy-sur-Crusne». |

Arrancy és una comuna francesa al departament de l'Aisne (regió dels Alts de França). L'any 2007 tenia 47 habitants.

## Demografia

### Població
El 2007 la població de fet d'Arrancy era de 47 persones. Hi havia 24 famílies de les quals 8 eren unipersonals (8 dones vivint soles i 8 dones vivint soles), 8 parelles sense fills i 8 parelles amb fills.
La població ha evolucionat segons el següent gràfic:

### Habitatges
El 2007 hi havia 27 habitatges, 21 eren l'habitatge principal de la família, 5 eren segones residències i 1 estava desocupat. Tots els 27 habitatges eren cases. Dels 21 habitatges principals, 16 estaven ocupats pels seus propietaris, 4 estaven llogats i ocupats pels llogaters i 2 estaven cedits a títol gratuït; 1 tenia dues cambres, 1 en tenia tres, 8 en tenien quatre i 12 en tenien cinc o més. 16 habitatges disposaven pel capbaix d'una plaça de pàrquing. A 8 habitatges hi havia un automòbil i a 13 n'hi havia dos o més.

### Piràmide de població
La piràmide de població per edats i sexe el 2009 era:
| Homes | Edats   | Dones |
| ----- | ------- | ----- |
| 0     | 95 o +  | 0     |
| 0     | 90 a 94 | 4     |
| 0     | 85 a 89 | 0     |
| 0     | 80 a 84 | 0     |
| 0     | 75 a 79 | 0     |
| 4     | 70 a 74 | 0     |
| 0     | 65 a 69 | 0     |
| 4     | 60 a 64 | 4     |
| 0     | 55 a 59 | 4     |
| 0     | 50 a 54 | 0     |
| 0     | 45 a 49 | 0     |
| 8     | 40 a 44 | 4     |
| 0     | 35 a 39 | 0     |
| 0     | 30 a 34 | 4     |
| 8     | 25 a 29 | 4     |
| 0     | 20 a 24 | 0     |
| 0     | 15 a 19 | 0     |
| 4     | 10 a 14 | 0     |
| 0     | 5 a 9   | 4     |
| 4     | 0 a 4   | 0     |

## Economia
El 2007 la població en edat de treballar era de 30 persones, 23 eren actives i 7 eren inactives. Les 23 persones actives estaven ocupades(15 homes i 8 dones).. De les 7 persones inactives 3 estaven jubilades, 1 estava estudiant i 3 estaven classificades com a «altres inactius».
Activitats econòmiques
L'únic establiment que hi havia el 2007 era d'una empresa de construcció.
L'únic servei als particulars que hi havia el 2009 era un paleta.
L'any 2000 a Arrancy hi havia 3 explotacions agrícoles que ocupaven un total de 435 hectàrees.

## Poblacions properes
El següent diagrama mostra les poblacions més properes.